# 아구스타웨스틀랜드 아파치
아구스타웨스트랜드 아파치는 미국 AH-64D 롱보우 아파치를 라이선스해서 만들어진 개량형으로, 영국 육군항공대에서 운용 중인 공격 헬기이다. 첫 8대의 헬기는 보잉에서 제작했고, 이후 나머지 59대의 헬기는 보잉의 지원을 받은 키트를 통해 잉글랜드 서머싯 요빌에서 웨스틀랜드 헬리콥터(현 아구스타웨스틀랜드)가 제작했다. AH-64D와 달리 아구스타웨스트랜드 아파치는 롤스로이스 터보메카 RTM322 엔진을 장착했고, 새로운 전자장비를 탑재했으며, 선박에서도 운용할 수 있도록 영국식 메카니즘으로 작동되었다. 웨스틀랜드 헬리콥터는 초창기에 이 헬기를 WAH-64로 명명했고, 이후 영국 국방부에서는 이 헬기를 아파치 AH 마크 1이라고 명명했다.
아파치는 2006년부터 아프가니스탄에 근접항공지원을 위해 실전배치되었다. 아구스타웨스틀랜드 아파치는 2011년 리비아 내전 당시 영국 해군이 운용하기도 했다. 아구스타웨스틀랜드 아파치는 2024년 퇴역할 예정이며, 퇴역한 헬기는 AH-64E 아파치로 대체될 예정이다.

## 개발
1990년대부터 영국 정부는 새로운 헬기를 요구하기 시작했다. 1993년 신규 헬기 유치 당시 이 사업에 뛰어든 헬기에는 AH-1 슈퍼코브라를 개조한 유로콥터 타이거, AH-64 아파치, RAH-66 코만치, A129 망구스타가 있었다. 타이거와 코브라는 더 많은 업그레이드가 필요했기에 리스크가 있었지만 아파치는 걸프 전쟁에서 성능을 비판받았음에도 불구하고 전투 성능을 입증받았다. 웨스틀랜드와 아파치가 1995년 7월 사업에 선정되었다.

## 같이 보기
- AH-64 아파치

1. 1 2  Ipsen, Erik (1995년 7월 13일). “U.K. Must Choose 1 of 3 Attack Copters: Pitched Battle Near Done”. 《The New York Times》. 2015년 4월 19일에 원본 문서에서 보존된 문서. 2017년 2월 14일에 확인함.
2. ↑  AgustaWestland 2011, p. 2.
3. ↑  Cook, Nick (1995년 5월 1일). “High Noon For Tiger And Apache”. Interavia Business & Technology. 2012년 7월 19일에 원본 문서에서 보존된 문서. 2010년 5월 3일에 확인함.